# Табуасу
Табуа́су (порт. Tabuaço; [tɐbu'asu]) — посёлок городского типа в Португалии, центр одноимённого муниципалитета в составе округа Визеу. По старому административному делению входил в провинцию Траз-уж-Монтиш и Алту-Дору. Входит в экономико-статистический субрегион Дору, который входит в Северный регион. 
Население муниципалитета, на 2021 год, составляло 5034 человека, плотность населения ─ 37,6 чел./км². Муниципалитет занимает площадь 136 км².
Праздник поселка — 24 июня.

## Расположение
Посёлок расположен в 58 км на северо-восток от адм. центра округа города Визеу.
Муниципалитет граничит:
- на севере — муниципалитет Саброза
- на востоке — муниципалитет Сан-Жуан-да-Пешкейра
- на юго-востоке — муниципалитет Сернанселье
- на юго-западе — муниципалитет Моимента-да-Бейра
- на западе — муниципалитет Армамар

## Население
| Численность населения муниципалитета по годам | Численность населения муниципалитета по годам | Численность населения муниципалитета по годам | Численность населения муниципалитета по годам | Численность населения муниципалитета по годам | Численность населения муниципалитета по годам | Численность населения муниципалитета по годам | Численность населения муниципалитета по годам | Численность населения муниципалитета по годам | Численность населения муниципалитета по годам | Численность населения муниципалитета по годам |
| --------------------------------------------- | --------------------------------------------- | --------------------------------------------- | --------------------------------------------- | --------------------------------------------- | --------------------------------------------- | --------------------------------------------- | --------------------------------------------- | --------------------------------------------- | --------------------------------------------- | --------------------------------------------- |
| 1801                                          | 1849                                          | 1900                                          | 1930                                          | 1960                                          | 1981                                          | 1991                                          | 2001                                          | 2004                                          | 2011                                          | 2021                                          |
| 874                                           | 3952                                          | 9517                                          | 9362                                          | 11 640                                        | 8521                                          | 7901                                          | 6785                                          | 6501                                          | 6350                                          | 5034                                          |

## Состав муниципалитета
В муниципалитет входят следующие районы:
1. Адоригу
2. Аркуш
3. Баркуш
4. Шавайнш
5. Дезежоза
6. Гранжа-ду-Теду
7. Гранжинья
8. Лонга
9. Парадела
10. Перейру
11. Пиньейруш
12. Санта-Леокадия
13. Сендин
14. Табуасу
15. Тавора
16. Вале-де-Фигейра
17. Валенса-ду-Дору

## Города-побратимы
- Кьяравалле, Италия